# Francisco Dueñas Díaz

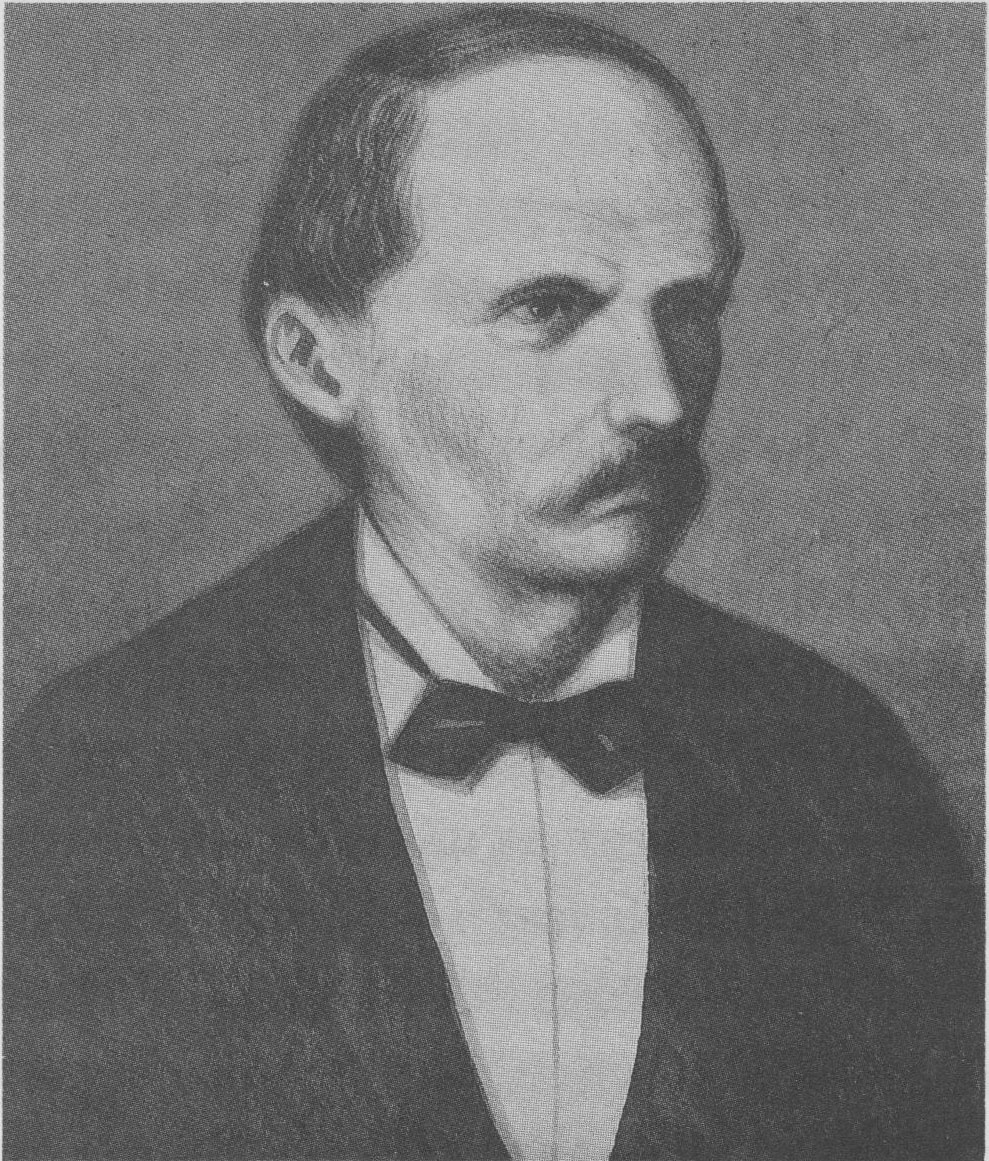
Francisco Dueñas Díaz

Francisco Dueñas Díaz (* 3. Dezember 1810 in San Salvador; † 4. März 1884 in San Francisco) war ein Politiker und sechsmal Präsident in El Salvador.

## Leben
Francisco Dueñas' Eltern waren Secundina Josefa Díaz Solórzano und Miguel José Dueñas Burgos. 
Francisco Dueñas heiratete am 8. Februar 1866 in San Salvador Teresa Dárdano, verwitwet N. Orellana.
Die Dueñas sind Teil des Agujero de oro.
Unter der Vormundschaft eines Onkels, eines Geistlichen,  besuchte er 1827 das Priesterseminar im Convento de Santo Domingo in Guatemala-Stadt.
1830 wurde das Archiv des Convents im Zug der liberalen Reformen der Universidad de San Carlos de Guatemala unterstellt. Dueñas studierte Rechtswissenschaft an der Universidad de San Carlos de Guatemala und wurde 1836 Rechtsanwalt. Als Dueñas nach El Salvador zurückkehrte, wurde er von José Francisco Morazán Quezada zum General Staatssekretär ernannt. 
Dueñas wurde Mitglied der Partido Conservador. 1837 wurde er zum Abgeordneten in das Parlament der Zentralamerikanischen Konföderation gewählt. Als Politiker verteidigte er die Interessen der katholischen Kirche und schlug einige koloniale Institutionen für die neue Gesellschaft vor. 
1840 ging Dueñas mit Isidro Mendez Posada nach Costa Rica ins Exil, da ihnen vorgeworfen wurde, gegen die Regierung zu konspirieren. Auf Weisung von José Félix Quiroz, dem Vorsitzenden des obersten Gerichtshofes in El Salvador, wurde das Verfahren eingestellt.
Dueñas wurde 1844 zum Abgeordneten gewählt und war in der Regierung von Joaquín Eufrasio Guzmán Ministro General. Präsident Eugenio Aguilar (1846–1848) ernannte ihn zum Außenminister.
Vom 12. Januar bis zum 1. März war er geschäftsführender Präsident für Doroteo Vasconcelos Vides, welcher nach der Niederlage in der Schlacht von Arada  von seinem Amt zurücktrat.
Vom 3. Mai 1851 bis zum 30. Januar 1852  war er geschäftsführender Präsident.
Vom 1. Februar 1854 bis 1. Februar 1854 war er Präsident gemäß der Verfassung.
José María San Martín y Ulloa wurde für die Amtsperiode von 1856 bis 1858 gewählt Dueñas wurde sein Stellvertreter und vom 12. Mai bis 19. Juli 1856 geschäftsführender Präsident.
1856 wurde Dueñas Stellvertreter von Präsident Rafael Campo Pomar.
Als Dueñas 1857 von einem Feldzug gegen die Filibusteropiraten von William Walker aus Nicaragua zurückkam, versuchte Gerardo Barrios einen Putsch gegen Campo. Scheinbar hatte er eine Vereinbarung mit Dueñas getroffen. Jedoch traf sich Dueñas mit Campo und verweigerte die Unterstützung von Barrios. Dies war der Beginn einer Feindschaft, welche mit der Füsilierung von Barrios beendet wurde. 
Vom 24. Juni bis zum 18. September 1858 wurde Miguel Santín del Castillo durch Barrios als Präsident vertreten. Barrios strengte ein Gerichtsverfahren gegen Santín an, um sich der Präsidentschaft zu bemächtigen. Da Barrios wusste, dass er von Dueñas keine Unterstützung zu erwarten hatte, ließ er ihn nach Guatemala deportieren. Dort versuchte Dueñas  mit José Rafael Carrera Turcios eine Allianz gegen Barrios zu bilden, was ihm nicht gelang.
1863 fand ein Krieg zwischen Guatemala und El Salvador statt, welcher auf die Versuche von Barrios, eine zentralamerikanische Union herzustellen, zurückgeführt wird.
Am 10. Juli 1863 besetzten guatemaltekische Truppen die Stadt Santa Ana.
Gerardo Barrios floh nach San Salvador, welches von den Truppen aus Guatemala belagert wurde.
Am 26. Oktober 1863 floh Barrios aus San Salvador, und die Truppen aus Guatemala zogen ab. Anschließend wurde Dueñas durch die Partido Conservador zum Präsidenten ausgerufen.
1864 wurde eine konservativ geprägte Verfassung verkündet.
Am 1. Februar 1865 wurde Dueñas verfassungsmäßiger Präsident. Seine Regierung förderte den Kaffeeanbau, modernisierte die Häfen La Libertad, Acajutla und La Union zur Förderung des Außenhandels, war kirchenfreundlich, unterdrückte die liberale Opposition gewaltsam und entwarf eine bis 1912 gültige Fahne für den Staat.
1865 entsandte Dueñas den Dekan der Universität Gregorio Arbizú nach Nicaragua, um über die Auslieferung von Barrios zu verhandeln.
Unter der Bedingung, dass gegen ihn nicht die Todesstrafe verhängt würde, lieferte der nicaraguanische Staat Barrios aus. Barrios wurde vor eine Militärgericht gestellt und am 29. August 1865 um 4:00 Uhr füsiliert.
Santiago González Portillo putschte sich am 12. April 1871 an die Macht.
Nach einer kurzen Haft exilierte Francisco Dueñas in die USA.